# 강남구 갑
서울 강남구 갑은 대한민국의 국회의원 선거구이다.  서울특별시 강남구 일부 지역을 관할한다. 현 지역구 국회의원은 국민의힘의 서명옥이다.

## 역사
1988년 대한민국 제13대 국회의원 선거를 앞두고 신설되었다. 신설 당시 신사동, 논현동, 학동, 압구정동, 청담동, 역삼1동, 역삼2동은 강남구 갑으로 묶였고, 나머지 지역인 삼성1동, 삼성2동, 대치1동, 대치2동, 대치3동, 개포1동, 개포2동, 개포3동, 전곡동, 일원동은 강남구 을이 되었다. 
1989년 서초구의 도곡동이 강남구로 환원되었다. 이로 인해 1992년 대한민국 제14대 국회의원 선거를 앞두고 도곡동이 강남구 갑으로 편입되었다. 
1996년 제15대 국회의원 선거를 앞두고 강남구 을의 삼성동이 강남구 갑으로 넘어왔다.
2016년 대한민국 제20대 국회의원 선거를 앞두고 강남구 갑과 을의 인구가 선거법에 명시된 인구 상한선을 초과함에 따라 강남구 병이 신설되었다.이로 인해 기존에 강남구 갑에 속했던 삼성동과 도곡동이 강남구 병으로 넘어가게 되었다.

## 관할 구역
| 대수        | 관할 구역 |
| ----------- | --- |
| 13대        | 강남구 신사동, 논현동, 학동, 압구정동, 청담동, 역삼1동, 역삼2동                                                               |
| 14대        | 강남구 신사동, 논현동, 학동, 압구정1동, 압구정2동, 청담1동, 청담2동, 역삼1동, 역삼2동, 도곡1동, 도곡2동                       |
| 15대 ~ 18대 | 강남구 신사동, 논현1동, 논현2동, 압구정1동, 압구정2동, 청담1동, 청담2동, 삼성1동, 삼성2동, 역삼1동, 역삼2동, 도곡1동, 도곡2동 |
| 19대        | 강남구 신사동, 논현1동, 논현2동, 압구정동, 청담동, 삼성1동, 삼성2동, 역삼1동, 역삼2동, 도곡1동, 도곡2동                       |
| 20대 ~ 현재 | 강남구 신사동, 논현1동, 논현2동, 압구정동, 청담동, 역삼1동, 역삼2동                                                           |

## 역대 국회의원
| 선거   | 정당     | 정당       | 의원   |
| ------ | -------- | ---------- | ------ |
| 1988년 |          | 통일민주당 | 황병태 |
| 1992년 |          | 통일국민당 | 김동길 |
| 1996년 |          | 신한국당   | 서상목 |
| 2000년 |          | 한나라당   | 최병렬 |
| 2004년 | 한나라당 | 이종구     |        |
| 2008년 | 한나라당 | 이종구     |        |
| 2012년 |          | 새누리당   | 심윤조 |
| 2016년 | 새누리당 | 이종구     |        |
| 2020년 |          | 미래통합당 | 태구민 |
| 2024년 |          | 국민의힘   | 서명옥 |

## 역대 선거 결과

### 대한민국 제13대 국회의원 선거
|  | 27.03% |

|  | 21.41% |

|  | 17.89% |

|  | 17.88% |

|  | 12.54% |

|  | 2.95% |

|  | 0.26% |

### 대한민국 제14대 국회의원 선거
|  | 46.10% |

|  | 30.33% |

|  | 23.55% |

### 대한민국 제15대 국회의원 선거
|  | 38.13% |

|  | 20.60% |

|  | 18.77% |

|  | 14.25% |

|  | 7.05% |

|  | 0.61% |

|  | 0.32% |

|  | 0.23% |

### 대한민국 제16대 국회의원 선거
|  | 56.46% |

|  | 36.82% |

|  | 3.08% |

|  | 1.91% |

|  | 0.90% |

|  | 0.80% |

### 대한민국 제17대 국회의원 선거
|  | 62.99% |

|  | 30.84% |

|  | 2.80% |

|  | 2.04% |

|  | 0.75% |

|  | 0.56% |

### 대한민국 제18대 국회의원 선거
|  | 64.90% |

|  | 18.34% |

|  | 13.17% |

|  | 1.89% |

|  | 0.88% |

|  | 0.56% |

|  | 0.23% |

### 대한민국 제19대 국회의원 선거
|  | 65.32% |

|  | 32.83% |

|  | 1.33% |

|  | 0.49% |

### 대한민국 제20대 국회의원 선거
|  | 54.81% |

|  | 45.18% |

### 대한민국 제21대 국회의원 선거
|  | 58.40% |

|  | 39.63% |

|  | 1.33% |

|  | 0.62% |

### 대한민국 제22대 국회의원 선거
|  | 64.18% |

|  | 35.81% |